# Outrage (film 2009 Dick)
Outrage è un documentario statunitense del 2009 diretto da Kirby Dick. Il film narra l'ipocrisia di molti politici in relazione alla promozione di alcune legislazioni anti-gay. È stato presentato in anteprima al Tribeca Film Festival del 2009 prima di essere distribuito nelle sale l'8 maggio 2009.

## Trama
Il film ci presenta alcune famose persone della politica americana impegnate attivamente nella lotta contro qualsiasi tipo di legislazione che possa aiutare i gay americani ad ottenere gli stessi diritti degli eterosessuali. La cosa particolare è che molti di questi politici sono essi stessi gay e vivono una ipocrita doppia vita. Il film ci racconta come molti giornalisti, soprattutto indipendenti o della stampa underground abbiano indagato e approfondito vari gossip su questi personaggi.
Il motivo per cui la maggior parte di questi intrepidi giornalisti non appartengono alle grandi società di editori è che queste ultime hanno scelto di ignorare questo argomento per diversi motivi, non ultimo quello di essere direttamente implicati in questi casi. Il film non è pruriginosi ma affronta la materia con serietà, anche se a momenti risulta, magari involontariamente, umoristico. Molte persone sono morte di Aids anche in conseguenza ai voti contro i finanziamenti di questi politici gay velati. Altri gay sono stati uccisi o perseguitati perché questi politici hanno votato contro una legislazione sugli “Hate crimes” (crimini dell’odio). Politici gay che nel frattempo si godevano segretamente gli "stili di vita gay" che tanto deprecavano ufficialmente.
Molti di questi politici ipocriti appartengono al partito Repubblicano, e pochissimi al partito Democratico. Al tempo della corsa elettorale di Gerald Ford e Jimmy Carter per le presidenziali del 1976, i due partiti potevano considerarsi equivalenti nel supportare i diritti LGBTQ. In seguito, con Ronald Reagan fino a George W. Bush, i Repubblicani hanno fatto un patto con le forze conservatrici cristiane: in cambio di voti e denaro i repubblicani si sono impegnati in una folle lotta anti gay, accogliendo in pieno l’intolleranza religiosa.

## Cast
- Barney Frank
- Becky Altringer
- Tanner Barklow

## Interviste
Le persone intervistate in Outrage includono:

### Politici apertamente gay
- Tammy Baldwin, ex membro del Congresso del Wisconsin, durante il film senatore
- Barney Frank, ex membro del Congresso del Massachusetts
- David Catania, membro del Consiglio distrettuale di Columbia
- Neil Giuliano, ex sindaco di Tempe, in Arizona
- Jim Kolbe, ex membro del Congresso dell'Arizona
- James McGreevey, ex governatore del New Jersey

### Altri
- Wayne Barrett, giornalista investigativo e redattore capo del Village Voice
- Elizabeth Birch, ex direttore esecutivo della campagna sui diritti umani
- Kirk Fordham, ex capo dello staff del deputato americano Mark Foley
- Patrick Guerriero, ex direttore esecutivo di Log Cabin Republicans
- Dan Gurley, ex direttore di campo del comitato nazionale repubblicano
- Jim Hormel, ex ambasciatore degli Stati Uniti in Lussemburgo
- Larry Kramer, fondatore di AIDS Coalition to Unleash Power
- Tony Kushner, drammaturgo di Angels in America
- Rodger McFarlane, ex direttore esecutivo di Gay Men's Health Crisis
- Kevin Naff, direttore di The Washington Blade
- Michael Rogers, fondatore di Blogactive
- Hilary Rosen, democratico
- Michelangelo Signorile, conduttore radiofonico
- Andrew Sullivan, editorialista per The Atlantic
- Rich Tafel, ex direttore esecutivo di Log Cabin Republicans

## Accoglienza

### Incassi
Il film ha incassato 287.198 dollari americani.

## Critica
I critici cinematografici hanno risposto, per la maggior parte, con recensioni positive. Scott Foundas di The Village Voice ha elogiato Outrage per le sue "argute argomentazioni, sound sourcing e audacia giornalistica" mentre Jonathan Curiel di San Francisco Chronicle lo ha descritto come "un'opera essenziale". John Anderson di Variety ha scritto che il film "sta operando da una posizione di giusta indignazione, e che l'indignazione è contagiosa", ma critica la mancanza di prove del film nel fare certe argomentazioni. Il critico Armond White non ha amato il film definendolo "non più serio del dispettoso pettegolezzo di Perez Hilton", scrivendo che la decisione di escludere i conservatori dalle argomentazioni "influenza il separatismo ideologico, incoraggiando l'idea di privilegi e dell'esistenza di élite gay".
FilmTv.it ha dato al film un voto di 6/10.

## Riconoscimenti
- 2009 - Jury Award nella categoria miglior documentario - Vinto
- 2010 - Emmy Award nella categoria notevole giornalismo investigativo: lungometraggio - Candidatura
- 2010 - Dorian Awards nella categoria film a tematica LGBTQ dell'anno - Candidatura

## Casi mediatici

### GLAAD Media Awards
Outrage non ha ricevuto una nomination per il GLAAD Media Awards 2010. Alcuni giornalisti hanno scritto che questa decisione doveva essere stata deliberata perché Outrage fu uno dei film LGBT più importanti del 2009. GLAAD ha risposto alle critiche sostenendo che Outrage "non promuove consapevolezza, comprensione e rispetto per le vite LGBT e quindi non si adatta ai criteri per i GLAAD Media Awards".